# Prix Carlyle-S.-Beals
Le Prix Carlyle-S. Beals est remis par la Société canadienne d'astronomie depuis 1981 en hommage aux travaux pionniers du défunt Carlyle S. Beals. D'une valeur de 1 500 $, il est décerné à un astronome canadien ou travaillant au Canada, s'étant distingué par une réalisation remarquable: il souligne une percée significative ou vient couronner l'ensemble d'une carrière de recherche innovatrice. 
Depuis 1988, le lauréat est invité à prononcer une conférence à l'occasion du congrès annuel de la CASCA et dont les coûts, pour cette occasion, sont entièrement défrayés par la Société. On envisage actuellement en faire un prix biennal, attribué aux années paires.

## Lauréats
- 1982 - John Hutchings
- 1985 - Anne Underhill
- 1988 - Sidney van den Bergh
- 1990 - Scott Tremaine
- 1992 - René Racine
- 1994 - Peter Martin
- 1996 - Richard Bond
- 1998 - Gordon Walker
- 2000 - Gilles Fontaine
- 2002 - John Landstreet
- 2004 - Ernest Seaquist
- 2006 - Georges Michaud
- 2008 - Ray Carlberg
- 2010 - Bill Harris
- 2012 - David Crampton
- 2014 - Harvey Richer
- 2016 - Chris Pritchet
- 2018 - Mark Halpern